# Bulmor industries
Bulmor industries ist ein österreichischer Hersteller von Diesel-Seitenstaplern, Elektro-Seitenstaplern, Mehrwege-Seitenstaplern und Ambulift Hubfahrzeuge für die Bodenabfertigung auf Flughäfen.

## Geschichte
Seinen Ursprung hat das Unternehmen 1879 in der Gründung einer Motoren- und Maschinenfabrik durch Schöberl & Söhne. Es baute zunächst Frontstapler. Ab den 1980er-Jahren spezialisierte es sich auf die Produktion von Jumbo-Seitenstaplern. Durch die Integration der Unternehmen IRION, LANCER und der deutschen SHS kaufte das Unternehmen Know-how für Seitenstapler, als auch Mehrwege Seitenstapler zu. Im Jahr 2011 vereinte die Eigentümerfamilie alle Marken unter der Dachmarke BULMOR welche Teil der  Industrie Holding mit Sitz in Wien ist. Das Unternehmen befindet sich seit der Gründung in Privatbesitz.
Bulmor industries hat mit insgesamt 180 Mitarbeitern seinen Hauptsitz in Perg (Österreich) und Niederlassungen in Bühl (Deutschland) und Leighton Buzzard (UK) und eine Niederlassung in Texas.
Rund 350 Maschinen werden jährlich in Perg produziert – Seitenstapler von 3 bis 20 Tonnen versteht man als Standardmaschinen, darüber hinaus spricht man von individuellem Projekt- und Sonderbau bei Heavy Line Seitenstapler, die ab 10 Tonnen aufwärts im Einsatz sind. Wichtigste Kundengruppen sind die Holz-, Stahl- und Kunststoffindustrie sowie die Automobilindustrie.

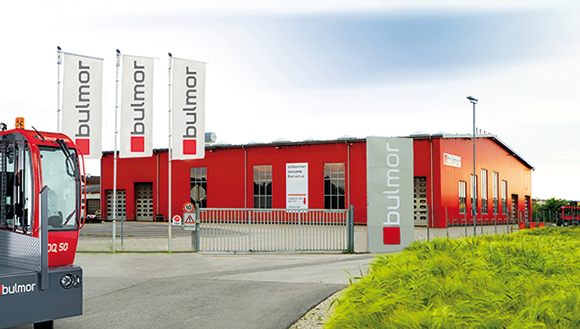
Hauptsitz in Perg

## Produkte

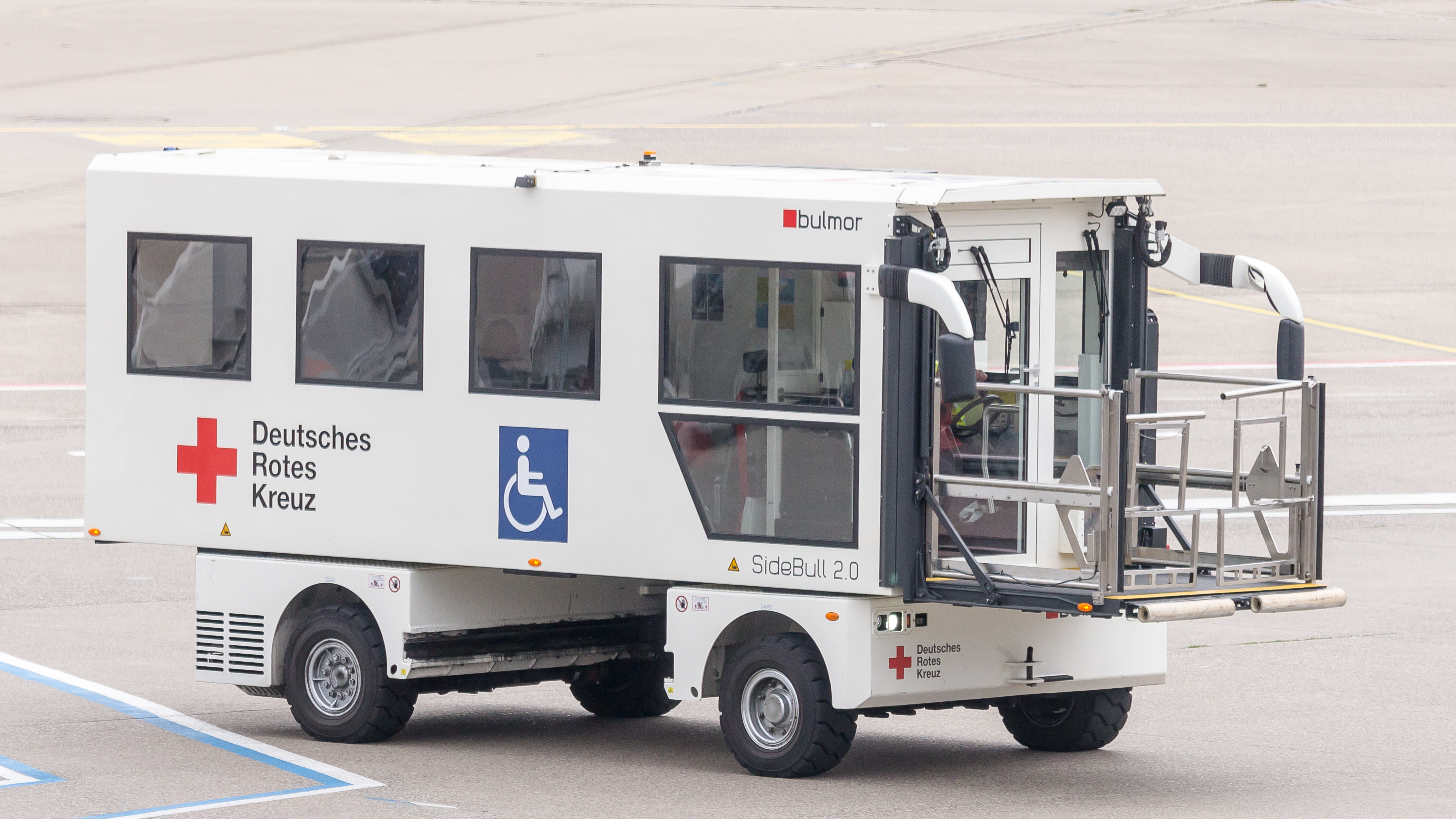
Bulmor SideBull 2.0 auf dem Flughafen Köln/Bonn

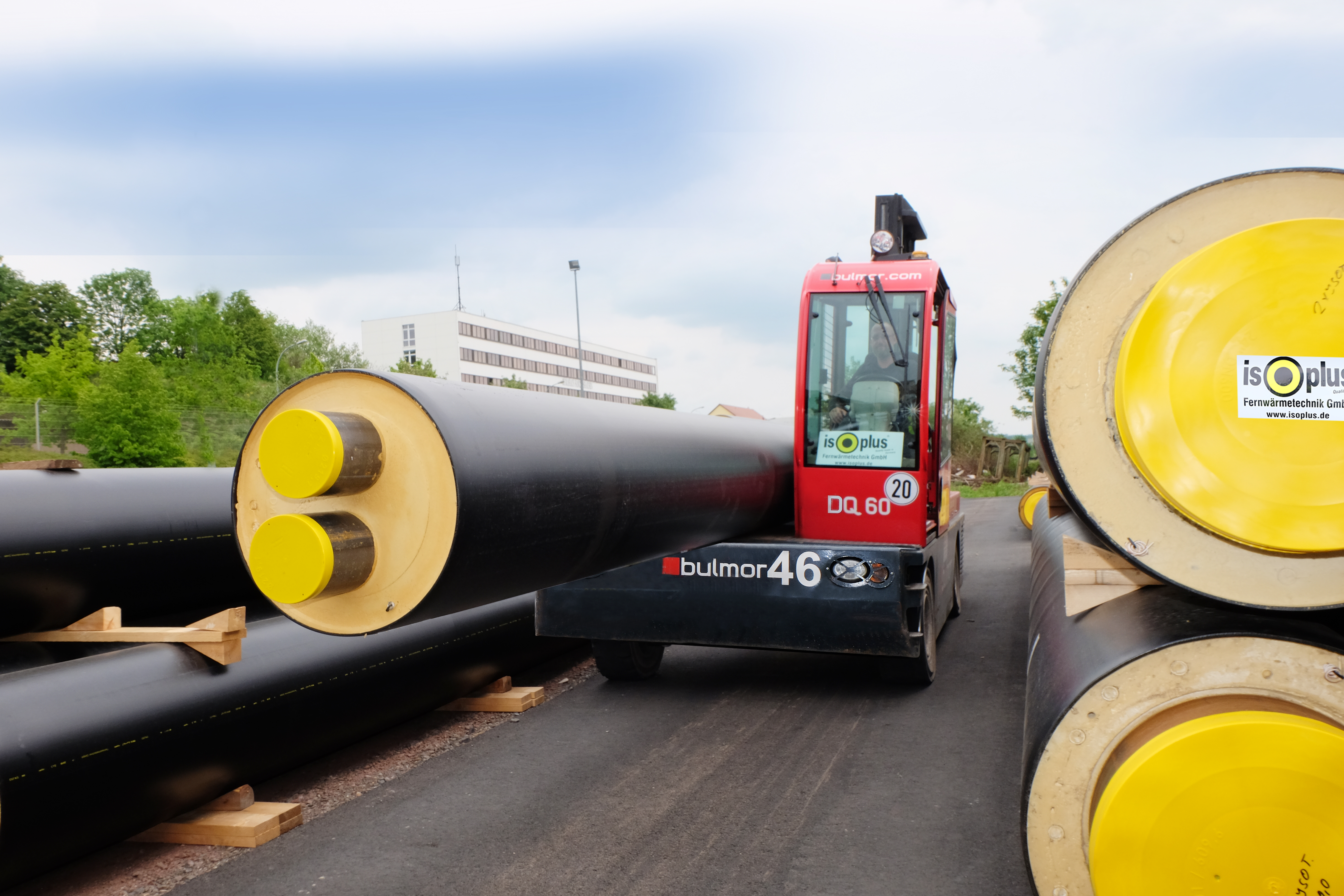
Seitenstapler im Einsatz

Das bekannteste Produkt in Österreich ist der Seitenstapler, auch unter der Bezeichnung Jumbo-Seitenstapler bekannt. Mittlerweile werden die weiterentwickelten Seitenstapler, heute als Bulmor Seitenstapler bekannt, in die ganze Welt exportiert. Die Seitenstapler sind Nischenprodukte und werden in der Industrie für den Langguttransport und das Heben von Langgut in Regallager eingesetzt. Daneben stellt das Unternehmen folgende Produkte her:
- Mehrwege-Seitenstapler
- Heavy Line-Seitenstapler
- Elektro-Seitenstapler
- Diesel-Seitenstapler
- Ambulift-Fahrzeuge[8]

Die Ambulift-Fahrzeuge sind eine weitere Nische von Bulmor. Diese Hubfahrzeuge werden an Flughäfen für das Boarding von mobilitätseingeschränkten Passagieren (PRM) eingesetzt. Hauptmarkt ist der Zentralraum von Europa, jedoch auch Amerika zählt zu den Zukunftsländern für Ambuliftgeräte. In Chicago fährt bereits seit Frühjahr 2019 der 1. SideBull Ambulift von Bulmor.